# Willy Lehmann-Schramm
Ludwig Willy Lehmann-Schramm (auch Ludwig Willy Lehmann; * 4. Dezember 1866 in Dresden, † nach 1913) war ein deutscher Illustrator.

## Leben
Lehmann-Schramm absolvierte eine Ausbildung an der Akademie der bildenden Künste in Dresden, die er 1890 abschloss. Es folgten Wanderjahre durch verschiedene deutsche Städte. Am 2. November 1891 heiratete der Kunstmaler Ludwig Willy Lehmann in Dresden Bertha Ottilie Schramm (* 1869), Tochter eines Schneidermeisters. 1892 ließ er sich in Zürich nieder, wo er 1898 letztmals erwähnt wird.
Ab 1893 erschienen zahlreiche Zeichnungen von ihm in der Satirezeitschrift Nebelspalter. In weniger als 20 Jahren entstanden über 700 Zeichnungen. Von 1895 bis 1908 war er der Hauptzeichner von Der neue Postillon und ab 1902 folgten bis 1913 auch Karikaturen in der deutschen Publikation Der wahre Jacob. Für weitere deutsche Publikationen erschienen nur vereinzelte Arbeiten von ihm, darunter im Süddeutschen Postillon und in den Fliegenden Blättern. Auf arthistoricum.net werden die Zeichnungen von Lehmann-Schramm irrtümlicherweise dem Künstler Wilhelm Ludwig Lehmann zugewiesen.
Im Buch Die Geschichte der europäischen Karikatur (1976) von Georg Piltz wird Wilhelm Lehmann-Schramm „ein beträchtlicher Anteil an der Herausbildung einer proletarischen (revolutionären) Karikatur im frühen 20. Jahrhundert“ zugewiesen.
Er unterzeichnete seine Werke jeweils mit „W. Lehmann-Schramm“ oder einfach nur seinen Initialen W.L. bzw. W.L-s.